# Слов'янська загальноосвітня школа І-ІІІ ступенів №9

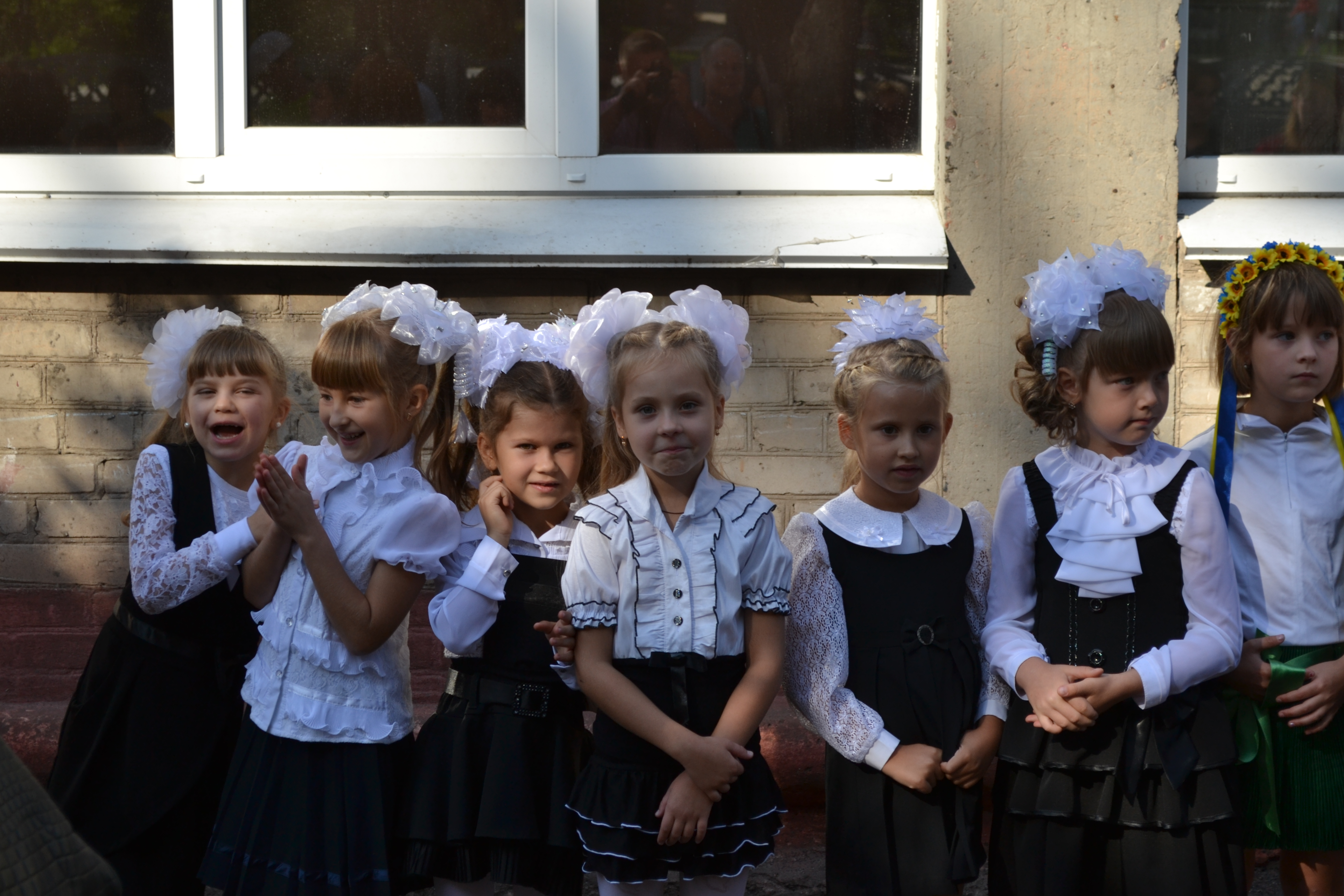
учні 2 класу

## Педагогічний колектив
Педагогічний колектив налічує 37 педагогів, в тому числі 34 учителі, 1 педагог-організатор , 1 вихователь групи продовженого дня, 1 практичний психолог.

## Історія та цікаві факти
1936-1937. Школа поступово поповнюється новими меблями та шкільним приладдям, хоча як і раніше залишається початкової. Проте, в ній вже більше ніж 200 учнів! Було вже 6 класів. У цей час будувався Ново-Содовий завод, розросталося селище, школа наповнювалася все новими і новими учнями. Природно, спостерігалася велика плинність учнів: одні виїжджали, інші приїжджали, але певний контингент залишався постійним.
1940-1941 рр. Школа живе повним життям. Організовуються вечори художньої самодіяльності. Велику допомогу надають батьки. Просто чудово проходить свято Новорічної ялинки.
1946-1947 рр. Школа знову стає семирічною. У ній налічується вже 9 класів. Для батьків силами першокласників підготовлено вечір художньої самодіяльності на тему «Карнавал квітів». Добре виглядала на Першотравневій демонстрації колона школярів.
1956-1959 рр. У школи додаткове приміщення. Двічі на рік здійснюється збір металобрухту, при цьому класи змагаються між собою. Функціонують історичний, географічний та літературний гуртки, які проводять хороші вечора. Під час походів у ліс влаштовується конкурс на найкраще приготування їжі.
1983-1984 рр. У школу приходить працювати Лещименко Валентин Валентинович. Починає свою трудову діяльність вчителем фізкультури. Пропрацювавши два місяці, йде служити до лав Радянської Армії. Проводжає його вся школа на лінійці.
1985-1986 рр. Директором школи стає Моісеєв Олексій Михайлович. Лещименко Валентин Валентинович повертається з армії в школу. Працює вчителем фізкультури і фізики, а також класним керівником випускного 10-го класу.
2005-2006 рр. У школі починає функціонувати кабінет інформатики. Точніше працював він і раніше, але тепер в ньому аж цілих шість сучасних комп'ютерів! Цього, безумовно, мало, але початок покладено.